# Молдова-Суліца (комуна)
Молдова-Суліца (рум. Moldova-Sulița) — комуна у повіті Сучава в Румунії. До складу комуни входять такі села (дані про населення за 2002 рік):
- Бенія (728 осіб)
- Молдова-Суліца (1356 осіб)

Комуна розташована на відстані 367 км на північ від Бухареста, 76 км на захід від Сучави.

## Населення
За даними перепису населення 2002 року у комуні проживали 2084 особи.
Національний склад населення комуни:
| Національність   | Кількість осіб | Відсоток |
| ---------------- | -------------- | -------- |
| румуни           | 1855           | 89,0%    |
| українці         | 164            | 7,9%     |
| цигани           | 63             | 3,0%     |
| німці            | 1              | < 0,1%   |
| росіяни-липовани | 1              | < 0,1%   |

Внаслідок румунізації кардинально змінився національний склад комуни в порівнянні з 1930 роком (69,54% українців, 4,99% євреїв, 2,9% німців, 1,09% росіян і 19,04% румунів).
Рідною мовою назвали:
| Мова       | Кількість осіб | Відсоток |
| ---------- | -------------- | -------- |
| румунська  | 1854           | 89,0%    |
| українська | 173            | 8,3%     |
| циганська  | 53             | 2,5%     |
| російська  | 4              | 0,2%     |

Склад населення комуни за віросповіданням:
| Релігія                             | Кількість осіб | Відсоток |
| ----------------------------------- | -------------- | -------- |
| православні                         | 2052           | 98,5%    |
| адвентисти                          | 16             | 0,8%     |
| п'ятдесятники                       | 7              | 0,3%     |
| лютерани (Аугсбурзького сповідання) | 2              | 0,1%     |
| римо-католики                       | 1              | < 0,1%   |
| греко-католики                      | 1              | < 0,1%   |
| бретрени                            | 1              | < 0,1%   |
| атеїсти                             | 1              | < 0,1%   |
| не вказали релігію                  | 3              | 0,1%     |